# Rusałka (Szczecin)
Rusałka (do 1945 niem. Westendsee, początkowo od 1945 Morskie Oko) – jezioro zaporowe w Szczecinie, położone w północnej części Parku Kasprowicza. Administracyjnie przynależy do osiedla Łękno w dzielnicy Śródmieście.
Geneza tego akwenu sięga średniowiecza, kiedy to przepływająca tu przez Dolinę Niemierzyńską Osówka została sztucznie spiętrzona w związku z budową Młyna Słodowego (niem. Malz-Mühle) przy wschodnim krańcu obecnego jeziora Rusałka. Dzisiejszy kształt jezioro przybrało w 1885 roku po kolejnym spiętrzeniu wód Osówki. Dokonano tego z inicjatywy Johannesa Quistorpa, który będąc właścicielem obszaru utworzył teren rekreacyjny dla mieszkańców budowanej przez jego spółkę dzielnicy Westend (Łękno). Częścią tego terenu miało być Westendsee z wyspą (zwaną obecnie Łabędzią) w zachodniej części oraz pieszym mostem w stylu japońskim przerzuconym w połowie długości jeziora, prowadzącym w kierunku Nemitzer Friedhof na północy. Przybywający nad jezioro na Osówce mieszkańcy mogli po nim pływać wynajętymi łodziami oraz skorzystać z kawiarni Haus am Westendsee, w jaką przekształcony został na początku XX w. Młyn Słodowy położony w pobliżu czterech browarów dzielnicy Grünhof (Bock, Elysium, Johannisberg i Tivoli).  
Zabudowania kawiarni (budynek, weranda, nadbrzeżne molo) na początku lat 60. zostały rozebrane, a pozostałe fundamenty zasypano. W 2008 roku największa ze szczecińskich rodzinnych firm gastronomicznych kupiła działkę po dawnej kawiarni i przystąpiła do wznoszenia nowego budynku o podobnym wyglądzie i przeznaczeniu, rozpoczynając od prac ziemnych przy starych fundamentach Haus am Westendsee. Fundamenty odsłonięto, prace zostały jednak przerwane, a działkę w styczniu 2009 wystawiono na sprzedaż. W listopadzie 2018 otwarto hotel Grand Park.
Przy zachodnim krańcu jeziora, na naturalnej skarpie w latach 1974–76 wybudowano amfiteatr noszący nazwę Teatru Letniego im. Heleny Majdaniec. Na jedynej wyspie pojawiła się fontanna. Przez akwen przerzucono drugi most – w części wschodniej, na przedłużeniu ul. Jana Żupańskiego. Wzdłuż północnego brzegu jeziora biegnie obecnie ul. Juliusza Słowackiego.